# Lorenzo da Áustria-Este
Lorenzo da Áustria-Este (Boulogne-Billancourt, 16 de dezembro de 1955) é um membro da família real belga como marido da princesa Astrid da Bélgica, além de Chefe da Casa de Áustria-Este, um ramo cadete da Casa de Habsburgo-Lorena; ele ocupa esse cargo desde 1996.
Em fevereiro de 1996, com a morte de seu pai, Lorenzo herdou a chefia de um ramo cadete da Casa de Habsburgo-Lorena e os títulos de duque de Módena, arquiduque da Áustria-Este, príncipe imperial da Áustria e príncipe real da Hungria e Boêmia. Tais títulos, entretanto, não são reconhecidos pela Itália, Áustria, Hungria ou República Checa, que são repúblicas.

## Família, educação e carreira
O príncipe Lorenzo nasceu em Boulogne-Billancourt, em Altos do Sena, França. É o filho mais velho de Roberto da Áustria-Este (1915-1996) e de sua esposa, a princesa Margarida de Sabóia-Aosta.
Depois de terminar seu ensino secundário na França, Lorenzo estudou Economia na Universidade de São Galo, Suíça, e na Universidade de Innsbruck, Áustria.
Trabalhou em vários bancos de Londres, Paris e Roma. Em 1983, ele juntou-se ao banco privado Gutzwiller, em Basileia. Em 1993, Lorenzo trabalhou como consultor para a Swift, uma companhia que fornece serviços à indústria financeira.
Atualmente, o príncipe trabalha como diretor da UCB, uma empresa farmacêutica global.

## Casamento
No dia 22 de setembro de 1984, em Bruxelas, o príncipe Lorenzo casou-se com a princesa Astrid da Bélgica (n. 1962), a única filha do rei Alberto II da Bélgica e da rainha Paola.
O casal tem cinco filhos, todos nascidos na Bélgica:
- Amadeu (n. 1986);
- Maria Laura (n. 1988);
- Joaquim (n. 1991);
- Luísa Maria (n. 1995);
- Letícia Maria (n. 2003).

## Títulos e estilos
O arquiduque Lorenzo é um descendente por via masculina de Maria Teresa de Habsburgo. Lorenzo tornou-se Príncipe da Bélgica, por decreto real de 10 de novembro de 1995. Aos seus filhos são atribuídos os títulos de príncipe ou princesa da Bélgica, pelo decreto real de 2 de dezembro de 1991, além dos seus títulos da Áustria - o arquiduque/arquiduquesa da Áustria-Este, Príncipe/Princesa Imperial da Áustria, Príncipe/Princesa Real da Hungria e da Boémia. Possui os seguintes títulos:
- 16 de setembro de 1955 - 10 de novembro de 1995: Sua Alteza Imperial, o arquiduque Lorenzo da Áustria-Este, Príncipe Imperial da Áustria, Príncipe Real da Hungria e da Boémia;
- 10 de novembro de 1995 - presente: Sua Alteza Imperial e Real, o príncipe Lorenzo da Bélgica, Arquiduque da Áustria-Este, Príncipe Imperial da Áustria, Príncipe Real da Hungria e da Boémia.